# Karl August von Hardenberg
Karl August von Hardenberg (né au château d'Essenrode le 31 mai 1750, mort le 26 novembre 1822 à Gênes), diplomate allemand, est ministre des Affaires étrangères puis chancelier du royaume de Prusse pendant les guerres de la Révolution et les guerres napoléoniennes. Comte, il est titré prince en 1814.
Il est aussi un cousin du grand poète romantique allemand Novalis (Friedrich Leopold von Hardenberg).

## Biographie

### Jeunesse en basse Saxe

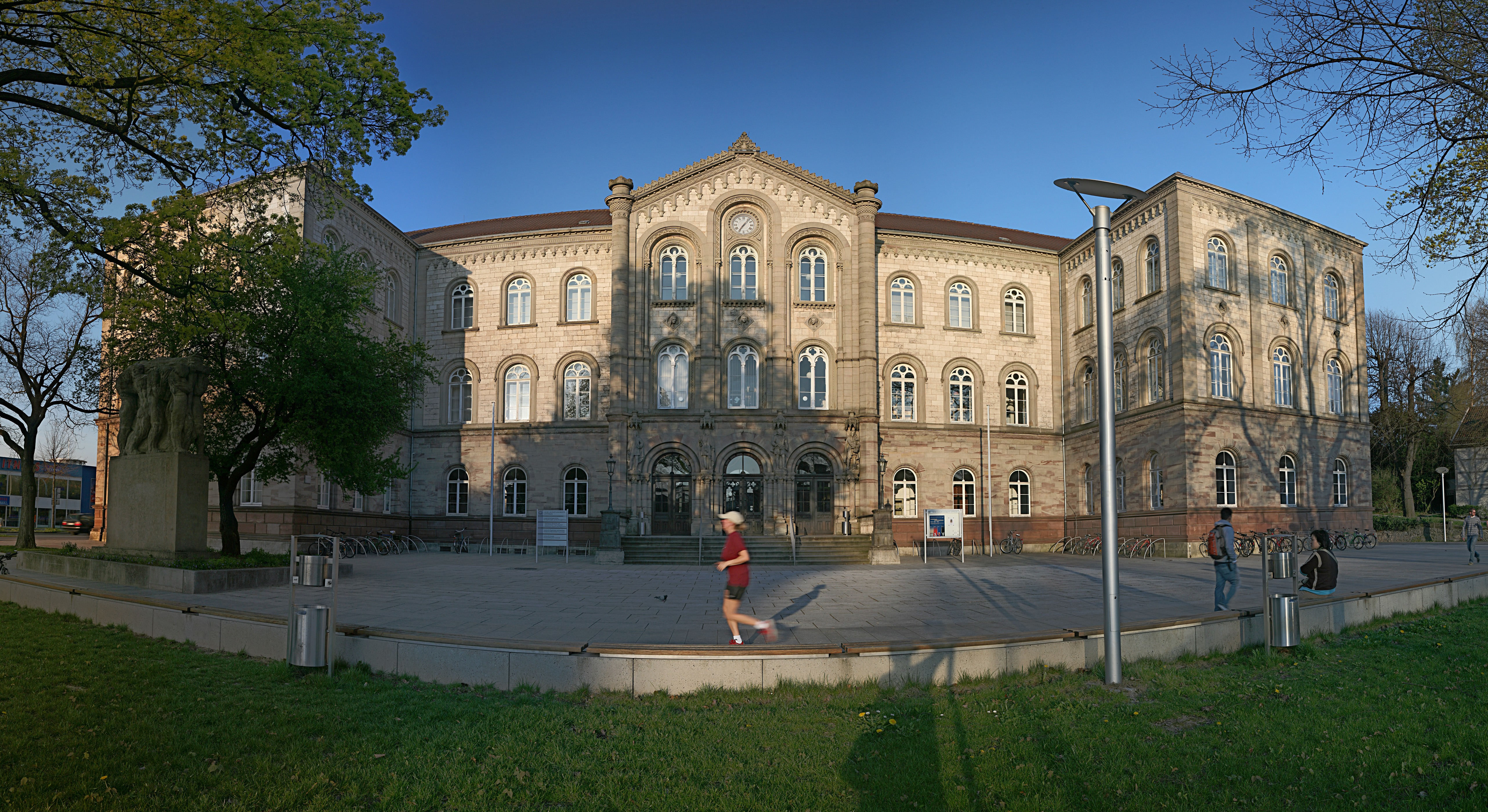
Amphithéâtre de l'université de Göttingen, où étudia Hardenberg

Karl August von Hardenberg (de) naît de Christian Ludwig von Hardenberg (de) (49 ans) et d'Anne-Sophie-Ehrengart von Bülow (19 ans), son épouse, le 31 mai 1750 à Essenrode (appartenant aujourd'hui à la municipalité de Lehre), près de Brunswick, château de sa famille maternelle. Son père est colonel dans l'armée de la maison de Hanovre. Karl August reçoit de son institutrice Gavell puis de son précepteur Wedekind une éducation moderne et éclairée. On parle le français à la maison et il étudie le latin dès l'âge de sept ans. Fin 1766, alors qu'il a seize ans, il est inscrit à l’université de Göttingen. Il est affilié le 23 mai 1768 à la loge maçonnique Augusta zu den drei Flammen. Dans le même temps, il change de précepteur et s'établit à Leipzig, où il rencontre le jeune Goethe.
En 1770, à vingt ans, il intègre l'administration du Hanovre et travaille successivement comme assistant judiciaire puis dans l'administration financière de l'Électorat. C'est alors que survient le décès de son protecteur Behr : le successeur de ce dernier, Bremer, amène avec lui son équipe, privant Hardenberg d'une promotion rapide. S'en plaignant auprès de son souverain, qui est également roi d'Angleterre, celui-ci lui conseille de s'ouvrir l'esprit en entreprenant un grand voyage plutôt que de rester sous protection dans les administrations.
Son Grand Tour débute le 15 juillet 1772 : il visite de nombreuses cours princières, faisant successivement étape à Wetzlar, Ratisbonne (où il se familiarise avec les rouages administratifs du Saint-Empire), Vienne puis Berlin. Il voyage également en France, aux Pays-Bas et en Grande-Bretagne, où le roi l'accueille chaleureusement. À son retour, et sur les conseils de son père, il épouse la toute jeune (15 ans) comtesse Christiane von Reventlow le 8 juin 1774.
Dans le même temps, il avait été nommé le 23 novembre 1773 comme Conseiller des Domaines (Kammerrat) auprès de la cour de Hanovre. Sa tâche l'amène à proposer le 13 janvier 1780 une réforme de l'administration du Hanovre et il embarque avec sa femme le 15 février pour Londres afin de présenter sa réforme au souverain du Hanovre, George III. Là, sa femme a une liaison avec le prince de Galles. Le scandale est tel qu'il est contraint de quitter Londres le 28 septembre 1781 et de démissionner du service des Hanovre.
Il entre au service du duc de Brunswick le 30 mai 1782. En tant que conseiller secret du duc, il lance une série de réformes dans l'esprit du despotisme éclairé et des idées de Pestalozzi, s'attirant les foudres des pasteurs luthériens conservateurs et des chambres hautes. De plus, sa femme n'a pas arrêté les frasques qui l'avaient poussé à quitter le service de la cour de Hanovre. En 1790, il finit par divorcer.
Il épouse alors une femme elle aussi divorcée, Sophie von Lenthe. Ses démêlés sentimentaux le rendant indésirable à la cour du Brunswick, il accepte une charge de ministre dirigeant auprès du margrave Charles-Alexandre des principautés d'Ansbach et de Bayreuth.

### Au service de la Prusse
Cependant, en 1791, Charles-Alexandre abdique et vend son margraviat à la Prusse. Hardenberg, qui à ce moment-là est en mission à Berlin, est nommé, sur recommandation du comte Hertzberg, gouverneur des deux principautés (1792). Il s'agit d'un poste à risque, compte tenu de l'empiètement de ces territoires sur des fiefs Habsbourg. Hardenberg s'acquitte néanmoins des difficultés avec beaucoup de dextérité, en réformant le droit coutumier et en modernisant l’administration, tout en s'efforçant d'étendre l'influence de la Prusse en Allemagne méridionale. Son talent diplomatique lui vaut, lors de la déclaration de guerre de la France à l'Autriche (1792), d'être nommé ministre plénipotentiaire de la Prusse en Rhénanie, afin de rallier à la Prusse les principautés de la région. Enfin, lorsque la Prusse n'a plus d'autre choix que de faire la paix avec les républicains français, il prend la succession du comte von der Goltz en tant que ministre plénipotentiaire de Prusse à Bâle et est, à ce titre, chargé de la signature du traité de Bâle le 16 germinal an 3 (5 avril 1795).
Le 1er thermidor (19 juillet 1795), Hardenberg, se fondant sur ce que la Diète a réclamé la médiation de la Prusse en faveur de la paix, demande à Merlin de Thionville une suspension d'hostilités.

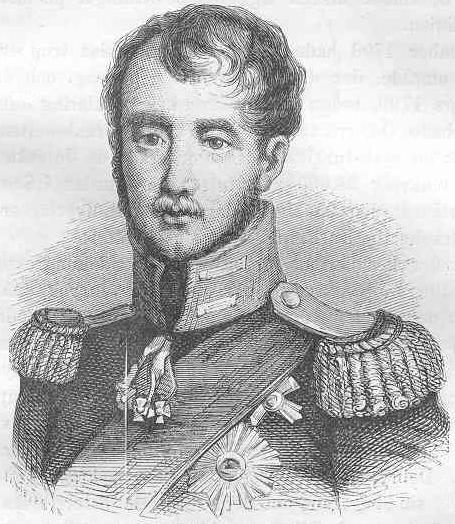
Frédéric-Guillaume III de Prusse, roi de Prusse.

Lors du couronnement de Frédéric-Guillaume III de Prusse en 1797, il est rappelé à Berlin pour y être nommé à un poste éminent au sein du conseil particulier, en tant que gouverneur des districts de Magdebourg et d'Halberstadt, de Westphalie, et de la Principauté de Neuchâtel. Il s'est lié d'amitié depuis 1793 avec le comte Haugwitz, l'influent ministre des affaires étrangères de Prusse et les deux hommes sont tellement proches que lorsqu'en 1803 Haugwitz se met en congés (août-octobre), il demande à Hardenberg d'assurer son intérim. La période est critique : Napoléon Ier vient d'occuper Hanovre, et Haugwitz pousse le roi à prendre des mesures énergiques, lui vantant l'opportunité d'une alliance avec la Russie. Pourtant, en son absence, l'irrésolution du roi se prolonge et Hardenberg se borne à exécuter les volontés de son souverain, qui reste attaché à une neutralité jusque-là favorable à la Prusse. Au retour d'Haugwitz, l'attitude intransigeante de Napoléon amène finalement le roi à faire de timides propositions à la Russie, mais les déclarations mutuelles des 3 et 25 mai 1804 engagent les deux royaumes à ne prendre les armes que dans l'éventualité d'une attaque directe des Français contre la Prusse ou dans le Nord de l'Allemagne. Incapable d'engager le cabinet ministériel à poursuivre une politique plus volontariste, Haugwitz démissionne et, le 14 avril 1804, Hardenberg lui succède.

### Un ministre détesté de Napoléon
Hardenberg milite pour une alliance avec la France, en échange de laquelle Napoléon propose la rétrocession du Hanovre à la Prusse. Malgré l'opposition des puissances d'Europe orientale à une telle extension territoriale de la Prusse et surtout l'attitude attentiste du roi, héritée d'Haugwitz, le ministre ne désespère pas d'atteindre ce but par la voie diplomatique. Dans le même temps, probablement excédé par l'attentisme du roi de Prusse, le tsar Alexandre Ier masse ses troupes à la frontière prusso-russe. Hardenberg parvient de justesse à éviter la guerre, aidé en cela par l'intrusion de Napoléon à Ansbach, en territoire prussien. Cette manœuvre inamicale tire Frédéric-Guillaume III de son indécision et le 3 novembre 1805, il cosigne à Potsdam un ultimatum contre la France avec Alexandre Ier de Russie.

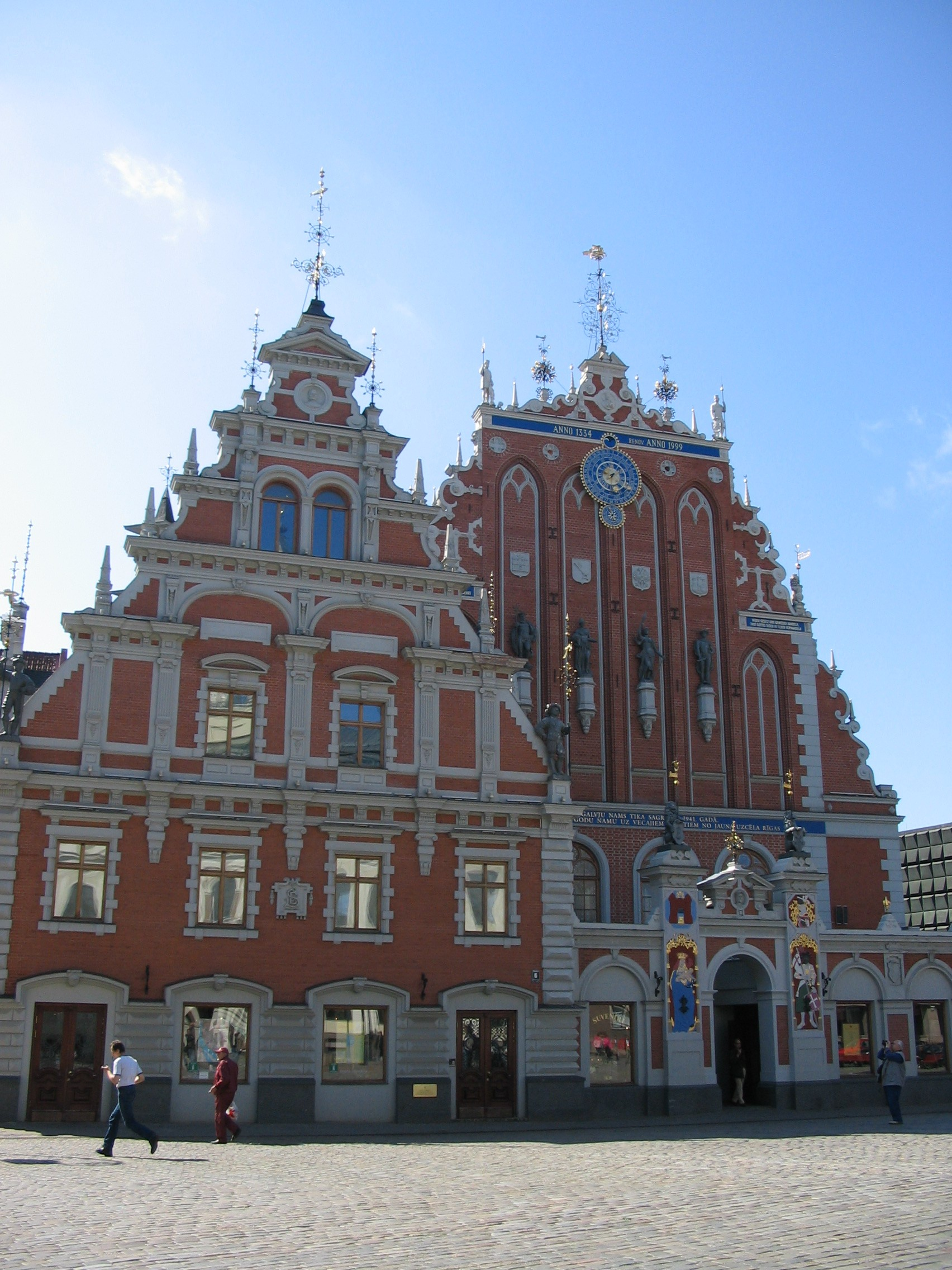
Vue du centre de Riga, où Hardenberg s'installa après avoir été chassé par Napoléon.

Haugwitz est dépêché à Vienne avec cette déclaration, mais il ne s'y rend pas rapidement : en feignant de mettre un mois pour approcher Napoléon, il pense permettre aux armées prussiennes, massées à la frontière russe, de se préparer à une guerre sur un front plus occidental. Napoléon prend les devants, mystifie Haugwitz, mène et gagne la fameuse Bataille d'Austerlitz. De fait, le plénipotentiaire prussien n'a plus qu'à tenter de négocier avec le vainqueur. Par le traité signé à Schönbrunn le 15 décembre 1805, la Prusse obtient bien le Hanovre, mais en échange de toutes ses possessions d'Allemagne méridionale, Clèves, Ansbach et Neuchâtel. De plus, une clause particulière du traité exige la démission d'Hardenberg, que Napoléon déteste, même si le ministre prussien a préconisé une alliance avec la France.
Cependant, après le désastre de la bataille d'Iéna, il est rappelé au gouvernement en tant que ministre de premier plan. Le comte parvient donc à revenir pour quelques mois aux affaires (avril-juillet 1807) mais la haine de Napoléon contre lui est implacable, et une clause du traité de Tilsitt exige à nouveau son départ du cabinet ministériel.
Le diplomate s'installe alors à Riga, d'où il continue de conseiller son monarque. Entre autres, il lui conseille le choix du baron von Stein comme chancelier. Il rédige également ses Denkwürdigkeiten, un mémoire où il expose ses propositions de réformes en ce qui concerne l'organisation de l'État prussien. Le 19 juin 1807, Hardenberg épouse en troisièmes noces une comédienne, Charlotte Schönemann, sa maîtresse rencontrée à Berlin en 1801.

### Chancelier de Prusse
Après la démission forcée du baron de Stein en 1810 et l'intermède du ministère fantoche d'Altenstein (pour la démission duquel il insiste lourdement), Hardenberg est à nouveau rappelé à Berlin, cette fois en tant que chancelier (6 juin 1810). La bataille d'Iéna et ses conséquences l'ont profondément affecté ; dans son esprit, les traditions de l'ancienne diplomatie ont cédé la place au sentiment nationaliste, déchaînant chez lui un désir brûlant de rétablir la position de la Prusse et d'écraser ses oppresseurs. Depuis sa retraite de Riga, il a élaboré pendant des années un plan de régénération de la monarchie sur des bases libérales. Aussi s'applique-t-il, dès son retour au pouvoir et bien que les circonstances ne lui permettent pas de poursuivre une politique étrangère autonome, à préparer une revanche militaire contre la France en reprenant à son compte les projets visionnaires de von Stein concernant la réorganisation politique et sociale du royaume.
Il réforme de fond en comble l'armée en ouvrant le recrutement des officiers à toutes les classes sociales, obtient l'abolition du servage, institue des autorités municipales autonomes et enfin accorde une attention particulière à l'instruction publique, secondé par des professeurs de la trempe de Friedrich August Wolf. Il met ces réformes en application, avec l'appui de la reine Louise. C'est également Hardenberg qui, après la campagne de Russie de 1812, incite Frédéric-Guillaume III à profiter de la trahison du général Yorck en déclarant ouvertement la guerre à la France. Les patriotes voient en Hardenberg leur premier porte-parole à la Cour, si bien qu'après la signature du premier traité de Paris, il est élevé au rang de prince (3 juin 1814) en témoignage de reconnaissance pour son action dans la campagne d'Allemagne et reçoit du roi le château de Neuhardenberg.

### Perte d'influence

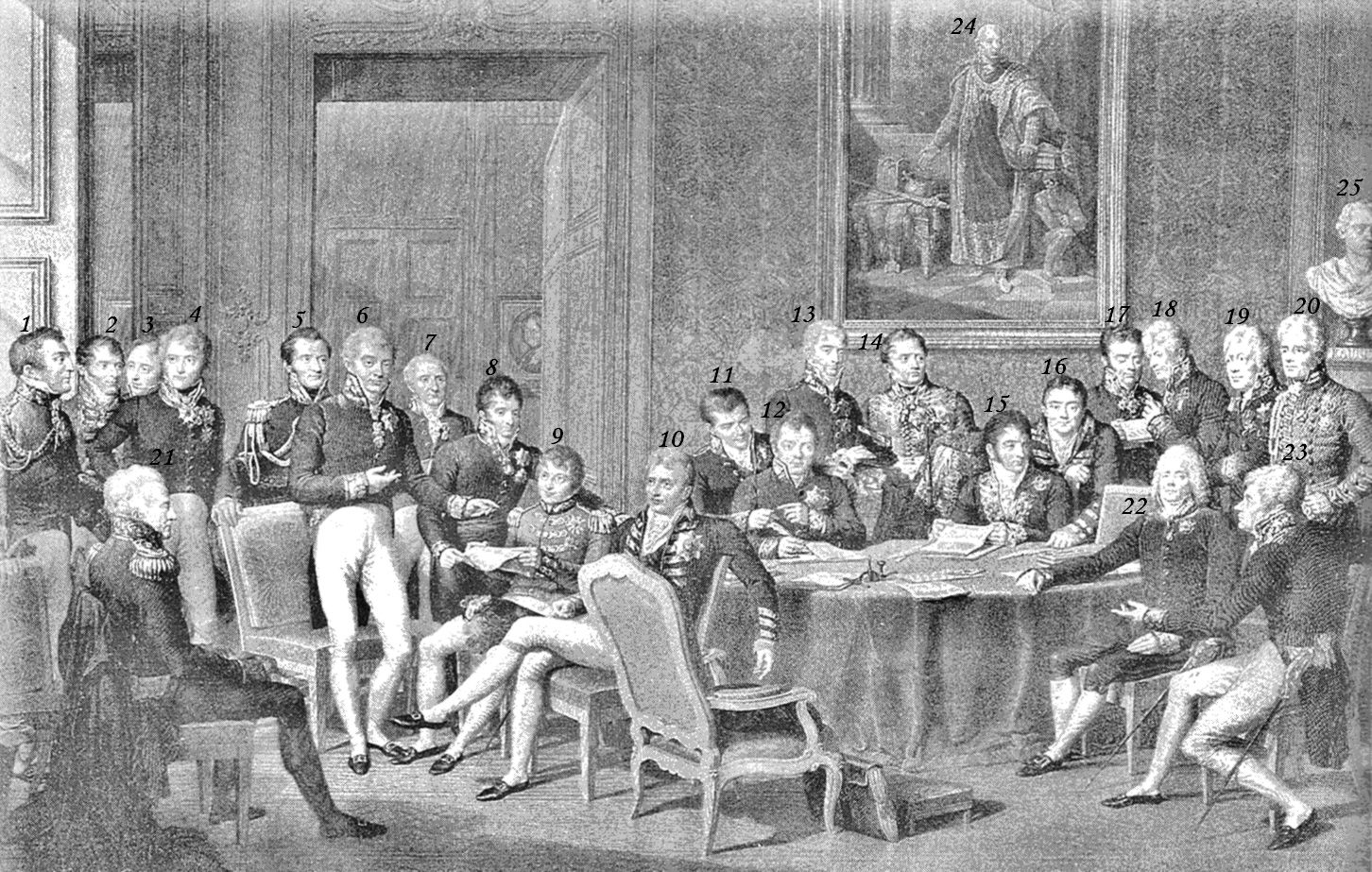
Les participants du congrès de Vienne. Ironiquement, Hardenberg (assis au premier plan à gauche) tourne le dos à l'artiste, le congrès de Vienne voyant le début de sa perte d'influence.

Hardenberg fait désormais partie du cercle très fermé de diplomates et de princes qui gouvernent l'Europe. Il accompagne les souverains alliés en Angleterre et, lors du congrès de Vienne (1814-1815), il est à la tête de la délégation de la Prusse. Alors au zénith de sa puissance et de sa gloire, son influence décline rapidement. En matière de diplomatie, il ne peut faire face à Metternich, dont l'influence éclipse la sienne non seulement dans les cours européennes et en Allemagne, mais également en Prusse. Malgré le soutien indéfectible d'Alexandre Ier au congrès de Vienne, il ne parvient pas à obtenir l'annexion de la Saxe à la Prusse ; au second congrès de Paris qui suit la bataille de Waterloo, il ne peut faire aboutir sa proposition de démembrer la France. Dans un moment de faiblesse, il laisse Metternich traiter directement avec les États de la défunte Confédération du Rhin, abandonnant à l'Autriche la prépondérance au sein de la Diète fédérale d'Allemagne. La veille de la conférence de Karlsbad (1819), il signe avec Metternich un protocole par lequel (pour reprendre les propos de l'historien Treitschke) « comme un pécheur repenti, et sans contrepartie formelle, la couronne de Frédéric le Grand [concède] à une puissance étrangère un droit de regard sur sa politique intérieure. »
Lors des congrès d'Aix-la-Chapelle (1818), de Troppau (1820), de Laibach (1821) et de Vérone (1822), Hardenberg n'est plus que l'écho de Metternich. Cela tient bien sûr en partie à la situation difficile de l'État prussien morcelé, mais aussi au caractère instable d'Hardenberg, qui se dégrade en vieillissant. Toujours aussi aimable, charmeur et cultivé qu'autrefois, ses écarts, pardonnables chez un jeune diplomate, font scandale pour un chef de gouvernement, et ne peuvent qu'affaiblir son influence auprès d'un Landesvater tel que Frédéric-Guillaume III.
Il faudrait, pour prévenir la défiance du roi à l'encontre des expériences libérales, tout le talent d'un conseiller à la fois habile et pondéré. Si Hardenberg est suffisamment fin pour saisir la nécessité d'une réforme constitutionnelle, il s'accroche néanmoins avec une ténacité toute sénile aux petits avantages de sa position et, une fois passé son enthousiasme pour les idées libérales, il se contente de se laisser bercer par les circonstances. Dans le secret des commissions royales, il continue à fourbir des projets de constitution qui ne verront jamais le jour : l'Allemagne, revenue de l'ivresse de la reconquête, ne voit plus en lui qu'un partisan de Metternich, un complice de la politique réactionnaire engagée par les décrets de Karlsbad et le protocole de Troppau. Il meurt à Gênes peu après la clôture du congrès de Vérone.

## Famille

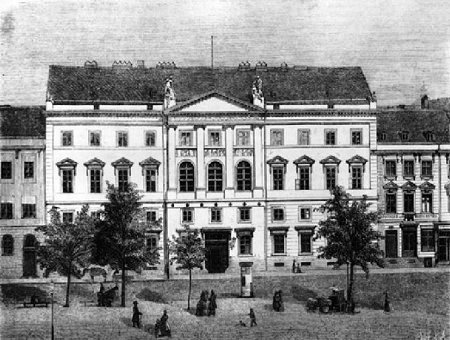
Le palais Hardenberg de Berlin, acheté par von Hardenberg en 1804.

Hardenberg s'est marié trois fois : en 1774 (divorce en 1788), il se marie avec la comtesse Christiane Friederike Juliane von Reventlow (1759-1793), une fille du chambellan danois Christian Detlev von Reventlow (né le 1er novembre 1735 et mort le 10 février 1759) et de Ida Lucia Scheel von Plessen (de).
Son fils Christian von Hardenberg-Reventlow (1775-1841), seigneur libre de Neu-Hardenberg,, se marie en premières noces en 1795 avec Jeanette Caroline von Reitzenstein (née le 14 novembre 1777 et morte le 25 décembre 1819) et en secondes noces en 1822 avec Emma Luise von Hardenberg (née le 29 janvier 1796 et morte le 4 juin 1853). Sa fille Lucie (de) (1776-1854) épouse en premières noces le comte von Pappenheim (de) et en secondes noces le prince von Pückler, écrivain et créateur de jardins, des plus originaux. Le ministre des Finances Hans von Bülow (1774-1825) était l'un de ses neveux.
Après son divorce, il se marie en 1788 (divorce en 1800) avec Sophie von Hasberg (1757-1835), qui divorce pour cela du ministre d'État et de la Conférence hanovrienne Ernst von Lenthe (de) (1744-1814). Sa femme est la fille de Georg Albrecht von Hasberg (1706-1764), conseiller du Land et du Trésor hanovrien, et de la baronne Hedwig Dorothea Friederike Löw von Steinfurth (de).
Le 17 juin 1807, il épousa la chanteuse Charlotte Schöneknecht (également : Schönemann, 1772-1854), une fille de l'armateur Johann Friedrich Schöneknecht et d'Eleonore Maria Schlichting. En raison de sa liaison avec Friederike von Kimsky (de), il vit finalement séparé d'elle.